# Ведерайте, Алдона
Алдо́на Ведерайте (лит. Aldona Vederaitė; 16 февраля 1924, Укмерге — 20 июня 2012) — советская и литовская актриса театра и кино, телережиссёр.

## Биография
Алдона Ведерайте родилась 16 февраля 1924 года в Укмерге, где окончила начальную школу. В 1936 году семья переехала в Утена, где её отец был приглашён бухгалтером в банк. В 1941 году окончила гимназию. С июня 1941 (незадолго до выпуска из гимназии) по 1946 годы находилась в ссылке в Алтайском крае, сначала в Барнауле, затем в селе Шипицино Тальменского района.
В 1946 году вернулась из ссылки в Литву. В 1946—1947 годах танцевала в ансамбле песни и танца «Летува», затем работала переводчиком в Институте судебной медицины (1947—1951). Одновременно в 1947 году поступила в студию при Вильнюсском академическом драматическом театре (руководитель Борисас Даугуветис), которую закончила в 1950 году. После окончания студии служила в Каунасском театре юного зрителя с 1951 по 1959 годы (театр существовал в 1940—1959 годах).
С 1959 по 1999 годы работала на Литовском телевидении, была режиссёром сотен передач и программ.
Умерла 20 июня 2012 года. Прощание прошло в костёле Святых Петра и Павла. Похоронена на кладбище Расу в Вильнюсе.

## Награды
- Рыцарский крест ордена Витаутаса Великого (2004)

## Фильмография
1. 1964—1972 — Семья Пятрайтисов (лит. Petraičių šeimoje) — Алдона
2. 1979 — Соседи (Kaimynai)
3. 1993—2000 — Родня (Giminės; Литва) — Фелюсе
4. 2003 — Ненасытность (Nienasycenie; Литва, Польша)— тётка Перси
5. 2003 — Прокуроры (Prokurorai; Литва)
6. 2008 — Балкон (Balkonas; Литва) — бабушка Роланаса